# Статична робота
Статична робота — статичні напруження людини у процесі праці, пов’язані з підтриманням у нерухомому стані предметів і знарядь праці, а також підтриманням робочої пози.
У процесі праці людина виконує різноманітні рухи, пов’язані як з переміщенням предметів і знарядь праці з певною швидкістю та переборенням певної їх протидії, так і з урівноважуванням якоїсь протидії за умови нерухомого положення частин тіла (утримання вантажу, тиск на нерухому поверхню, здавлювання). Режими м’язової діяльності при цьому різні. Розрізняють три такі режими:
ізотонічний, коли напруження м’яза залишається постійним, а довжина його змінюється (зменшується);
ізометричний, коли довжина м’яза залишається постійною, а напруження зростає;
ауксотонічний (змішаний), коли м’яз змінює напруження і скорочується (найпоширеніший).
Робота, при якій напруження м’язів розвивається без зміни їх довжини і без активного переміщення у просторі рухових ланок, називається статичною. Статичні напруження людини у процесі праці пов’язані з підтриманням у нерухомому стані предметів і знарядь праці, а також підтриманням робочої пози.
Залежно від характеру діяльності м’язів статична робота поділяється на два види:
статична робота, яка здійснюється шляхом активної протидії силам, що виводять тіло або його частини з рівноваги. Збереження рівноваги досягається внаслідок тетанічного напруження м’язів під дією потужних нервових імпульсів і пов’язане з великими витратами енергії;
статична робота, при якій тіло, змінюючи позу, знаходить нове положення рівноваги і пристосовується до сил, які діють на нього. Така робота забезпечується особливим станом м’язів — тонусом. М’язовий тонус — це тривале, без ознак швидкої втоми, напруження скелетних м’язів, яке забезпечує підтримання пози людини. Отже, при тонусі м’язова робота виконується під дією слабих нервових імпульсів, характеризується меншими затратами енергії і може тривати довгий час.
Робота, при якій напруження м’язів супроводжується зміною їхньої довжини і переміщенням у просторі тіла або якоїсь ланки рухового апарату, називається динамічною. На відміну від статичної роботи, яка вимірюється часом підтримання м’язового напруження (кгс/с), динамічна робота вимірюється показниками механічної роботи — кілограм-метрами (кг • м), тобто має зовнішній ефект.
Водночас більш втомливою є статична робота, оскільки постійне напруження однієї і тієї ж м’язової групи супроводжується зменшенням у ній кровообігу, що не забезпечує своєчасного окислення продуктів розпаду. Під час динамічної роботи м’язові напруження перегруповуються, що сприяє відновленню працездатності м’язів у процесі праці.
Доведено, що напруження при статичній роботі в 5 разів перевищує напруження, викликане динамічною роботою. На відновлення енергії в разі статичної роботи необхідно в 3—4 рази більше часу, ніж у разі динамічної. Тому статичне навантаження, яке виникає при маніпулюванні органами керування, не повинно перевищувати 15 % максимального зусилля руки (ноги) за даної робочої пози.
При зусиллях понад 25 % від максимального втома настає через 5 хв, а при зусиллях, що перевищують 50 % максимального, м’яз витримує статичне напруження не довше як 1 хв.